# Никулькинский Туман
Никулькинский Туман — озеро в Кондинском районе Ханты-Мансийского автономного округа России.
Площадь водосборного бассейна — 232 км². Высота над уровнем моря — 31 м.
Находится в западной части Западно-Сибирской равнины. Площадь 12,5 км. В водоём с запада впадает река Нурья. В центре озера находится остров. Берега заболочены. К востоку расположена деревня Никулкина.